# 미리어드 픽쳐스
미리어드 픽쳐스는 샌타모니카에 본사를 둔 회사이다. 텔레비전 프로그램과 극장용 영화를 제작, 배급한다. 1999년 커크 다미코(Kirk D’Amico)가 설립하였다. 그는 할리우드 리포터(The Hollywood Reporter)가 매년 발행하는 Top 50 independent producers에 이름을 올리기도 했으며, 독립 영화 & 텔레비전 연맹(IFTA[Independent Film & Television Alliance])의 이사이기도 하다.
제작 영화로는 킨제이 보고서(2004), 굿 걸(2002), 리틀 피쉬(2005), 팩토리 걸(2006), 데스 디파잉: 어느 마술사의 사랑(2007), 다시 사랑할 수 있을까?(2009), 실종자(2009), 엽기 캠퍼스 3부작(각각 2002, 2006, 2009), 지퍼스 크리퍼스 2(2003) 등이 있다.